# Sting/Diskografie
Diese Diskografie ist eine Übersicht über die musikalischen Werke des britischen Pop-Musikers Sting. Den Quellenangaben und Schallplattenauszeichnungen zufolge hat er bisher mehr als 79,8 Millionen Tonträger verkauft, davon alleine über 7,5 Millionen in Deutschland, womit er zu den Interpreten mit den meisten verkauften Tonträgern in Deutschland zählt. Seine erfolgreichste Veröffentlichung ist das Album Fields of Gold – Best of 1984–94 mit mehr als 6,6 Millionen verkauften Einheiten.

## Alben

### Studioalben
| Jahr | Titel Musiklabel                                     | Höchstplatzierung, Gesamtwochen, AuszeichnungChartplatzierungen (Jahr, Titel, Musiklabel, Platzierungen, Wochen, Auszeichnungen, Anmerkungen) | Höchstplatzierung, Gesamtwochen, AuszeichnungChartplatzierungen (Jahr, Titel, Musiklabel, Platzierungen, Wochen, Auszeichnungen, Anmerkungen) | Höchstplatzierung, Gesamtwochen, AuszeichnungChartplatzierungen (Jahr, Titel, Musiklabel, Platzierungen, Wochen, Auszeichnungen, Anmerkungen) | Höchstplatzierung, Gesamtwochen, AuszeichnungChartplatzierungen (Jahr, Titel, Musiklabel, Platzierungen, Wochen, Auszeichnungen, Anmerkungen) | Höchstplatzierung, Gesamtwochen, AuszeichnungChartplatzierungen (Jahr, Titel, Musiklabel, Platzierungen, Wochen, Auszeichnungen, Anmerkungen) | Anmerkungen                                                                              |
| Jahr | Titel Musiklabel                                     | DE | AT | CH | UK | US | Anmerkungen                                                                              |
| ---- | ---------------------------------------------------- | --- | --- | --- | --- | --- | ---------------------------------------------------------------------------------------- |
| 1985 | The Dream of the Blue Turtles A&M Records (Polygram) | DE4 Platin · (47 Wo.)DE | AT6 (14 Wo.)AT | CH6 (22 Wo.)CH | UK3 ×2Doppelplatin · (64 Wo.)UK | US2 ×3Dreifachplatin · (58 Wo.)US | Erstveröffentlichung: 1. Juni 1985 Verkäufe: + 5.580.000                                 |
| 1987 | … Nothing Like the Sun A&M Records (Polygram)        | DE4 Platin · (70 Wo.)DE | AT3 (48 Wo.)AT | CH3 ×2Doppelplatin · (45 Wo.)CH | UK1 Platin · (47 Wo.)UK | US9 ×2Doppelplatin · (52 Wo.)US | Erstveröffentlichung: 1. Oktober 1987 Verkäufe: + 3.870.000                              |
| 1991 | The Soul Cages A&M Records (Polygram)                | DE1 Platin · (39 Wo.)DE | AT3 Gold · (13 Wo.)AT | CH1 ×2Doppelplatin · (20 Wo.)CH | UK1 Gold · (16 Wo.)UK | US2 Platin · (39 Wo.)US | Erstveröffentlichung: 17. Januar 1991 Verkäufe: + 2.436.050                              |
| 1993 | Ten Summoner’s Tales A&M Records (Polygram)          | DE2 Gold · (35 Wo.)DE | AT1 (16 Wo.)AT | CH3 Platin · (17 Wo.)CH | UK2 ×2Doppelplatin · (71 Wo.)UK | US2 ×3Dreifachplatin · (68 Wo.)US | Erstveröffentlichung: 28. Februar 1993 Verkäufe: + 5.058.087                             |
| 1996 | Mercury Falling A&M Records (Polygram)               | DE2 Gold · (32 Wo.)DE | AT1 Gold · (16 Wo.)AT | CH1 Gold · (15 Wo.)CH | UK4 Platin · (27 Wo.)UK | US5 Platin · (34 Wo.)US | Erstveröffentlichung: 26. Februar 1996 Verkäufe: + 2.242.500                             |
| 1999 | Brand New Day A&M Records (UMG)                      | DE1 Platin · (51 Wo.)DE | AT1 Gold · (30 Wo.)AT | CH2 Platin · (46 Wo.)CH | UK5 Platin · (49 Wo.)UK | US9 ×3Dreifachplatin · (90 Wo.)US | Erstveröffentlichung: 22. September 1999 Grammy (Gesangsalbum Pop) Verkäufe: + 5.975.000 |
| 2003 | Sacred Love A&M Records (UMG)                        | DE2 Gold · (37 Wo.)DE | AT2 (15 Wo.)AT | CH1 Platin · (22 Wo.)CH | UK3 Gold · (17 Wo.)UK | US3 Platin · (27 Wo.)US | Erstveröffentlichung: 10. September 2003 Verkäufe: + 2.200.000                           |
| 2006 | Songs from the Labyrinth Deutsche Grammophon (UMG)   | DE11 Gold · (26 Wo.)DE | AT40 (6 Wo.)AT | CH31 (6 Wo.)CH | UK24 (4 Wo.)UK | US25 (11 Wo.)US | Erstveröffentlichung: 6. Oktober 2006 Verkäufe: + 260.000                                |
| 2009 | If on a Winter’s Night … Deutsche Grammophon (UMG)   | DE5 Gold · (19 Wo.)DE | AT12 (10 Wo.)AT | CH13 Gold · (17 Wo.)CH | UK15 Silber · (7 Wo.)UK | US6 Gold · (17 Wo.)US | Erstveröffentlichung: 3. September 2009 Verkäufe: + 926.000                              |
| 2010 | Symphonicities Deutsche Grammophon (UMG)             | DE7 (15 Wo.)DE | AT19 (8 Wo.)AT | CH15 (13 Wo.)CH | UK30 (2 Wo.)UK | US6 (7 Wo.)US | Erstveröffentlichung: 9. Juli 2010 Verkäufe: + 106.000                                   |
| 2013 | The Last Ship A&M Records (UMG)                      | DE3 (14 Wo.)DE | AT8 (7 Wo.)AT | CH9 (8 Wo.)CH | UK14 (4 Wo.)UK | US13 (6 Wo.)US | Erstveröffentlichung: 20. September 2013 Verkäufe: + 137.500                             |
| 2016 | 57th & 9th A&M Records (UMG)                         | DE3 Gold · (14 Wo.)DE | AT6 (6 Wo.)AT | CH3 (10 Wo.)CH | UK15 (7 Wo.)UK | US9 (6 Wo.)US | Erstveröffentlichung: 11. November 2016 Verkäufe: + 220.000                              |
| 2019 | My Songs A&M Records (UMG)                           | DE4 (16 Wo.)DE | AT7 (9 Wo.)AT | CH5 (13 Wo.)CH | UK27 (1 Wo.)UK | US146 (1 Wo.)US | Erstveröffentlichung: 24. Mai 2019 Verkäufe: + 120.000                                   |
| 2021 | The Bridge A&M Records (UMG)                         | DE5 (13 Wo.)DE | AT7 (5 Wo.)AT | CH5 (12 Wo.)CH | UK27 (5 Wo.)UK | US101 (1 Wo.)US | Erstveröffentlichung: 19. November 2021 Verkäufe: + 60.000                               |

### Gemeinschaftsalben
| Jahr | Titel Musiklabel         | Höchstplatzierung, Gesamtwochen, AuszeichnungChartplatzierungen (Jahr, Titel, Musiklabel, Platzierungen, Wochen, Auszeichnungen, Anmerkungen) | Höchstplatzierung, Gesamtwochen, AuszeichnungChartplatzierungen (Jahr, Titel, Musiklabel, Platzierungen, Wochen, Auszeichnungen, Anmerkungen) | Höchstplatzierung, Gesamtwochen, AuszeichnungChartplatzierungen (Jahr, Titel, Musiklabel, Platzierungen, Wochen, Auszeichnungen, Anmerkungen) | Höchstplatzierung, Gesamtwochen, AuszeichnungChartplatzierungen (Jahr, Titel, Musiklabel, Platzierungen, Wochen, Auszeichnungen, Anmerkungen) | Höchstplatzierung, Gesamtwochen, AuszeichnungChartplatzierungen (Jahr, Titel, Musiklabel, Platzierungen, Wochen, Auszeichnungen, Anmerkungen) | Anmerkungen                                                         |
| Jahr | Titel Musiklabel         | DE | AT | CH | UK | US | Anmerkungen                                                         |
| ---- | ------------------------ | --- | --- | --- | --- | --- | ------------------------------------------------------------------- |
| 2018 | 44/876 A&M Records (UMG) | DE1 (23 Wo.)DE | AT6 (10 Wo.)AT | CH5 (18 Wo.)CH | UK9 (4 Wo.)UK | US40 (3 Wo.)US | Erstveröffentlichung: 20. April 2018 Verkäufe: + 60.000; mit Shaggy |

### Livealben
| Jahr | Titel Musiklabel                                        | Höchstplatzierung, Gesamtwochen, AuszeichnungChartplatzierungen (Jahr, Titel, Musiklabel, Platzierungen, Wochen, Auszeichnungen, Anmerkungen) | Höchstplatzierung, Gesamtwochen, AuszeichnungChartplatzierungen (Jahr, Titel, Musiklabel, Platzierungen, Wochen, Auszeichnungen, Anmerkungen) | Höchstplatzierung, Gesamtwochen, AuszeichnungChartplatzierungen (Jahr, Titel, Musiklabel, Platzierungen, Wochen, Auszeichnungen, Anmerkungen) | Höchstplatzierung, Gesamtwochen, AuszeichnungChartplatzierungen (Jahr, Titel, Musiklabel, Platzierungen, Wochen, Auszeichnungen, Anmerkungen) | Höchstplatzierung, Gesamtwochen, AuszeichnungChartplatzierungen (Jahr, Titel, Musiklabel, Platzierungen, Wochen, Auszeichnungen, Anmerkungen) | Anmerkungen |
| Jahr | Titel Musiklabel                                        | DE | AT | CH | UK | US | Anmerkungen |
| ---- | ------------------------------------------------------- | --- | --- | --- | --- | --- | --- |
| 1986 | Bring On the Night A&M Records (Polygram)               | DE10 (18 Wo.)DE | AT9 (8 Wo.)AT | CH11 (8 Wo.)CH | UK16 Silber · (12 Wo.)UK | — | Erstveröffentlichung: Juni 1986 Verkäufe: + 60.000 |
| 2001 | … All This Time A&M Records (UMG)                       | DE5 Gold · (19 Wo.)DE | AT10 (14 Wo.)AT | CH10 Gold · (19 Wo.)CH | UK3 Platin · (17 Wo.)UK | US32 Gold · (22 Wo.)US | Erstveröffentlichung: 31. Oktober 2001 aufgenommen am 11. September 2001 bei einem Konzert vor 200 geladenen Gästen in der Toskana (Italien) Verkäufe: + 1.665.000 |
| 2007 | The Journey and the Labyrinth Deutsche Grammophon (UMG) | — | — | — | — | — | Erstveröffentlichung: 25. April 2007 |
| 2010 | Sting – Live in Berlin Deutsche Grammophon (UMG)        | DE13 Gold · (21 Wo.)DE | AT22 (6 Wo.)AT | CH51 (6 Wo.)CH | — | — | Erstveröffentlichung: 26. November 2010 feat. The Royal Philharmonic Concert Orchestra                                                                             |
| 2017 | Live at the Bataclan A&M Records (UMG)                  | — | — | — | — | — | Erstveröffentlichung: 22. April 2017 |
| 2025 | 3.0 Live A&M Records (UMG)                              | DE12 (1 Wo.)DE | AT25 (1 Wo.)AT | CH18 (1 Wo.)CH | — | — | Erstveröffentlichung: 12. April 2025 |

### Kompilationen
| Jahr | Titel Musiklabel                                                   | Höchstplatzierung, Gesamtwochen, AuszeichnungChartplatzierungen (Jahr, Titel, Musiklabel, Platzierungen, Wochen, Auszeichnungen, Anmerkungen) | Höchstplatzierung, Gesamtwochen, AuszeichnungChartplatzierungen (Jahr, Titel, Musiklabel, Platzierungen, Wochen, Auszeichnungen, Anmerkungen) | Höchstplatzierung, Gesamtwochen, AuszeichnungChartplatzierungen (Jahr, Titel, Musiklabel, Platzierungen, Wochen, Auszeichnungen, Anmerkungen) | Höchstplatzierung, Gesamtwochen, AuszeichnungChartplatzierungen (Jahr, Titel, Musiklabel, Platzierungen, Wochen, Auszeichnungen, Anmerkungen) | Höchstplatzierung, Gesamtwochen, AuszeichnungChartplatzierungen (Jahr, Titel, Musiklabel, Platzierungen, Wochen, Auszeichnungen, Anmerkungen) | Anmerkungen                                                                                               |
| Jahr | Titel Musiklabel                                                   | DE | AT | CH | UK | US | Anmerkungen                                                                                               |
| ---- | ------------------------------------------------------------------ | --- | --- | --- | --- | --- | --- |
| 1994 | Fields of Gold: The Best of Sting 1984–1994 A&M Records (Polygram) | DE4 Platin · (35 Wo.)DE | AT7 Gold · (21 Wo.)AT | CH5 Platin · (22 Wo.)CH | UK2 ×3Dreifachplatin · (69 Wo.)UK | US7 ×2Doppelplatin · (38 Wo.)US | Erstveröffentlichung: 4. November 1994 Verkäufe: + 6.605.000                                              |
| 1997 | At the Movies A&M Records (Polygram)                               | — | — | — | — | — | Erstveröffentlichung: 6. November 1997                                                                    |
| 1997 | The Very Best of Sting & The Police A&M Records (Polygram)         | DE18 Gold · (22 Wo.)DE | AT4 Gold · (16 Wo.)AT | CH17 Gold · (16 Wo.)CH | UK1 ×5Fünffachplatin · (84 Wo.)UK | US46 Gold · (20 Wo.)US | Erstveröffentlichung: 7. November 1997 Neuauflage: 1. Oktober 2002, Verkäufe: + 2.735.000; mit The Police |
| 2011 | The Best of 25 Years A&M Records (UMG)                             | DE32 (2 Wo.)DE | AT29 (5 Wo.)AT | CH50 (6 Wo.)CH | UK27 (3 Wo.)UK | US104 (1 Wo.)US | Erstveröffentlichung: 14. Oktober 2011 Verkäufe: + 100.000                                                |
| 2021 | Duets A&M Records (UMG)                                            | DE2 (9 Wo.)DE | AT5 (7 Wo.)AT | CH7 (11 Wo.)CH | UK17 (1 Wo.)UK | — | Erstveröffentlichung: 19. März 2021                                                                       |

### Soundtracks
| Jahr | Titel Musiklabel         | Anmerkungen                                      |
| ---- | ------------------------ | ------------------------------------------------ |
| 2000 | Dolphins PANGÆA (PANGÆA) | Erstveröffentlichung: 9. Mai 2000 mit Steve Wood |

### EPs
| Jahr | Titel Musiklabel                                  | Höchstplatzierung, Gesamtwochen, AuszeichnungChartplatzierungen (Jahr, Titel, Musiklabel, Platzierungen, Wochen, Auszeichnungen, Anmerkungen) | Höchstplatzierung, Gesamtwochen, AuszeichnungChartplatzierungen (Jahr, Titel, Musiklabel, Platzierungen, Wochen, Auszeichnungen, Anmerkungen) | Höchstplatzierung, Gesamtwochen, AuszeichnungChartplatzierungen (Jahr, Titel, Musiklabel, Platzierungen, Wochen, Auszeichnungen, Anmerkungen) | Höchstplatzierung, Gesamtwochen, AuszeichnungChartplatzierungen (Jahr, Titel, Musiklabel, Platzierungen, Wochen, Auszeichnungen, Anmerkungen) | Höchstplatzierung, Gesamtwochen, AuszeichnungChartplatzierungen (Jahr, Titel, Musiklabel, Platzierungen, Wochen, Auszeichnungen, Anmerkungen) | Anmerkungen |
| Jahr | Titel Musiklabel                                  | DE | AT | CH | UK | US | Anmerkungen |
| ---- | ------------------------------------------------- | --- | --- | --- | --- | --- | --- |
| 1988 | Nada como el sol A&M Records (Polygram)           | — | — | CH18 Gold · (12 Wo.)CH | — | — | Erstveröffentlichung: 8. Februar 1988 spanische Versionen von fünf Titeln des Albums ...Nothing Like the Sun Verkäufe: + 25.000 |
| 1991 | Acoustic Live in Newcastle A&M Records (Polygram) | — | — | — | — | — | Erstveröffentlichung: 1991 |
| 1993 | Demolition Man A&M Records (UMG)                  | — | — | — | UK21 (4 Wo.)UK | US162 (5 Wo.)US | Erstveröffentlichung: 1. November 1993 Live-EP, aufgenommen am 25. Juli 1993 in Italien                                         |
| 1996 | Live at TFI Friday A&M Records (UMG)              | — | — | — | UK53 (3 Wo.)UK | — | Erstveröffentlichung: Juni 1996                                                                                                 |

## Singles

### Als Leadmusiker
| Jahr | Titel Album                                                      | Höchstplatzierung, Gesamtwochen, AuszeichnungChartplatzierungen (Jahr, Titel, Album, Platzierungen, Wochen, Auszeichnungen, Anmerkungen) | Höchstplatzierung, Gesamtwochen, AuszeichnungChartplatzierungen (Jahr, Titel, Album, Platzierungen, Wochen, Auszeichnungen, Anmerkungen) | Höchstplatzierung, Gesamtwochen, AuszeichnungChartplatzierungen (Jahr, Titel, Album, Platzierungen, Wochen, Auszeichnungen, Anmerkungen) | Höchstplatzierung, Gesamtwochen, AuszeichnungChartplatzierungen (Jahr, Titel, Album, Platzierungen, Wochen, Auszeichnungen, Anmerkungen) | Höchstplatzierung, Gesamtwochen, AuszeichnungChartplatzierungen (Jahr, Titel, Album, Platzierungen, Wochen, Auszeichnungen, Anmerkungen) | Anmerkungen |
| Jahr | Titel Album                                                      | DE | AT | CH | UK | US | Anmerkungen |
| ---- | ---------------------------------------------------------------- | --- | --- | --- | --- | --- | --- |
| 1982 | Spread a Little Happiness –                                      | — | — | — | UK16 (8 Wo.)UK | — | Erstveröffentlichung: August 1982 |
| 1985 | If You Love Somebody Set Them Free The Dream of the Blue Turtles | — | AT28 (2 Wo.)AT | — | UK26 (7 Wo.)UK | US3 (18 Wo.)US | Erstveröffentlichung: 31. Mai 1985                                                                                                   |
| 1985 | Love Is the Seventh Wave The Dream of the Blue Turtles           | — | — | — | UK41 (5 Wo.)UK | US17 (13 Wo.)US | Erstveröffentlichung: August 1985 |
| 1985 | Fortress Around Your Heart The Dream of the Blue Turtles         | — | — | — | UK49 (3 Wo.)UK | US8 (20 Wo.)US | Erstveröffentlichung: August 1985 |
| 1985 | Russians The Dream of the Blue Turtles                           | DE4 (15 Wo.)DE | — | CH13 (9 Wo.)CH | UK12 (12 Wo.)UK | US16 (13 Wo.)US | Erstveröffentlichung: November 1985 enthält einen Auszug aus dem 2. Satz (Romanze) der Filmmusik Leutnant Kishe von Sergei Prokofjew |
| 1986 | Moon over Bourbon Street The Dream of the Blue Turtles           | — | — | — | UK44 (4 Wo.)UK | — | Erstveröffentlichung: Februar 1986                                                                                                   |
| 1986 | We Work the Black Seam The Dream of the Blue Turtles             | — | — | — | — | — | Erstveröffentlichung: 1986 |
| 1987 | We’ll Be Together …Nothing Like the Sun                          | — | — | — | UK41 (4 Wo.)UK | US7 (18 Wo.)US | Erstveröffentlichung: Oktober 1987                                                                                                   |
| 1987 | Be Still My Beating Heart …Nothing Like the Sun                  | — | — | — | — | US15 (14 Wo.)US | Erstveröffentlichung: Dezember 1987                                                                                                  |
| 1988 | Englishman in New York …Nothing Like the Sun                     | DE— GoldDE | — | — | UK51 Gold · (3 Wo.)UK | US84 (4 Wo.)US | Erstveröffentlichung: 15. Februar 1988                                                                                               |
| 1988 | Fragile …Nothing Like the Sun                                    | DE92 (1 Wo.)DE | — | CH64 (4 Wo.)CH | UK70 (4 Wo.)UK | — | Erstveröffentlichung: März 1988 |
| 1988 | They Dance Alone (Cueca solo) …Nothing Like the Sun              | DE66 (3 Wo.)DE | — | — | UK94 (1 Wo.)UK | — | Erstveröffentlichung: Juli 1988 |
| 1990 | Englishman in New York (Remix) –                                 | DE20 (13 Wo.)DE | — | — | UK15 (7 Wo.)UK | — | Erstveröffentlichung: Juli 1990 |
| 1990 | All This Time The Soul Cages                                     | DE23 (22 Wo.)DE | AT23 (3 Wo.)AT | CH18 (5 Wo.)CH | UK22 (4 Wo.)UK | US5 (15 Wo.)US | Erstveröffentlichung: Dezember 1990                                                                                                  |
| 1991 | Mad About You The Soul Cages                                     | DE59 (8 Wo.)DE | — | — | UK56 (2 Wo.)UK | — | Erstveröffentlichung: Februar 1991                                                                                                   |
| 1991 | The Soul Cages                                                   | — | — | — | UK57 (1 Wo.)UK | — | Erstveröffentlichung: April 1991 Grammy (Rocksong)                                                                                   |
| 1991 | Why Should I Cry for You The Soul Cages                          | — | — | — | — | — | Erstveröffentlichung: 21. Mai 1991                                                                                                   |
| 1992 | It’s Probably Me Lethal Weapon 3 OST                             | DE22 (15 Wo.)DE | — | CH16 (12 Wo.)CH | UK30 (5 Wo.)UK | — | Erstveröffentlichung: 23. Juni 1992 mit Eric Clapton                                                                                 |
| 1993 | If I Ever Lose My Faith in You Ten Summoner’s Tales              | DE31 (20 Wo.)DE | — | CH16 (16 Wo.)CH | UK14 (6 Wo.)UK | US17 (20 Wo.)US | Erstveröffentlichung: Januar 1993 Grammy (Gesang Pop)                                                                                |
| 1993 | Seven Days Ten Summoner’s Tales                                  | — | — | — | UK25 (4 Wo.)UK | — | Erstveröffentlichung: April 1993 |
| 1993 | Fields of Gold Ten Summoner’s Tales                              | DE52 Gold · (10 Wo.)DE | — | CH25 (4 Wo.)CH | UK16 (6 Wo.)UK | US23 (20 Wo.)US | Erstveröffentlichung: 7. Juni 1993                                                                                                   |
| 1993 | Shape of My Heart Ten Summoner’s Tales                           | — | — | — | UK57 Silber · (1 Wo.)UK | — | Erstveröffentlichung: August 1993 |
| 1993 | Nothing ’Bout Me Ten Summoner’s Tales                            | — | — | — | UK32 (5 Wo.)UK | US57 (11 Wo.)US | Erstveröffentlichung: September 1993                                                                                                 |
| 1993 | Love Is Stronger than Justice Ten Summoner’s Tales               | DE75 (5 Wo.)DE | — | — | — | — | Erstveröffentlichung: 24. September 1993                                                                                             |
| 1993 | She’s Too Good for Me Ten Summoner’s Tales                       | — | — | — | — | — | Erstveröffentlichung: 1. Dezember 1993                                                                                               |
| 1994 | All for Love Die drei Musketiere (O.S.T.)                        | DE1 Gold · (25 Wo.)DE | AT1 Gold · (18 Wo.)AT | CH1 (27 Wo.)CH | UK2 Silber · (13 Wo.)UK | US1 Platin · (22 Wo.)US | Erstveröffentlichung: November 1993 mit Bryan Adams & Rod Stewart                                                                    |
| 1994 | When We Dance Fields of Gold – Best of 1984–94                   | DE51 (15 Wo.)DE | — | CH42 (5 Wo.)CH | UK9 (10 Wo.)UK | US38 (18 Wo.)US | Erstveröffentlichung: 1. November 1994                                                                                               |
| 1995 | This Cowboy Song Fields of Gold – Best of 1984–94                | DE51 (14 Wo.)DE | — | — | UK15 (7 Wo.)UK | — | Erstveröffentlichung: 20. Januar 1995 feat. Pato Banton                                                                              |
| 1996 | Let Your Soul Be Your Pilot Mercury Falling                      | DE58 (10 Wo.)DE | — | — | UK15 (7 Wo.)UK | US86 (5 Wo.)US | Erstveröffentlichung: 1. Februar 1996                                                                                                |
| 1996 | You Still Touch Me Mercury Falling                               | — | — | — | UK27 (6 Wo.)UK | US60 (13 Wo.)US | Erstveröffentlichung: 4. April 1996                                                                                                  |
| 1996 | I Was Brought to My Senses Mercury Falling                       | — | — | — | UK31 (2 Wo.)UK | — | Erstveröffentlichung: September 1996                                                                                                 |
| 1996 | I’m So Happy I Can’t Stop Crying Mercury Falling                 | DE74 (9 Wo.)DE | — | — | UK54 (2 Wo.)UK | US94 (3 Wo.)US | Erstveröffentlichung: 8. Oktober 1996                                                                                                |
| 1997 | Roxanne ’97 (Remix) The Very Best of Sting & The Police          | — | — | — | UK17 Silber · (8 Wo.)UK | US59 (13 Wo.)US | Erstveröffentlichung: 10. Dezember 1997 mit The Police                                                                               |
| 1999 | Brand New Day                                                    | DE54 (9 Wo.)DE | AT38 (3 Wo.)AT | CH35 (10 Wo.)CH | UK13 (6 Wo.)UK | — | Erstveröffentlichung: 6. September 1999                                                                                              |
| 1999 | Desert Rose Brand New Day                                        | DE7 Gold · (23 Wo.)DE | AT6 Gold · (22 Wo.)AT | CH3 Gold · (39 Wo.)CH | UK15 (6 Wo.)UK | US17 (26 Wo.)US | Erstveröffentlichung: Dezember 1999 feat. Cheb Mami                                                                                  |
| 2000 | After the Rain Has Fallen Brand New Day                          | DE64 (7 Wo.)DE | — | — | UK31 (5 Wo.)UK | — | Erstveröffentlichung: 10. April 2000                                                                                                 |
| 2001 | My Funny Friend and Me –                                         | — | — | CH91 (3 Wo.)CH | — | — | Erstveröffentlichung: März 2001 |
| 2003 | Send Your Love Sacred Love                                       | DE24 (6 Wo.)DE | AT43 (6 Wo.)AT | CH37 (10 Wo.)CH | UK30 (2 Wo.)UK | — | Erstveröffentlichung: Juli 2003 mit Vicente Amigo                                                                                    |
| 2003 | Whenever I Say Your Name Sacred Love                             | — | — | CH50 (5 Wo.)CH | UK60 (1 Wo.)UK | — | Erstveröffentlichung: 10. November 2003 mit Mary J. Blige, Grammy (Gesangskollaboration Pop)                                         |
| 2004 | Stolen Car (Take Me Dancing) Sacred Love                         | DE54 (7 Wo.)DE | — | CH81 (2 Wo.)CH | UK60 (1 Wo.)UK | — | Erstveröffentlichung: 26. April 2004                                                                                                 |
| 2012 | Deep in the Meadow (Lullaby) –                                   | — | — | — | — | — | Erstveröffentlichung: 27. März 2012                                                                                                  |
| 2013 | Practical Arrangement The Last Ship                              | — | — | — | — | — | Erstveröffentlichung: 15. Juli 2013                                                                                                  |
| 2016 | I Can’t Stop Thinking About You 57th & 9th                       | — | — | — | — | — | Erstveröffentlichung: 1. September 2016                                                                                              |
| 2016 | 50,000 57th & 9th                                                | — | — | — | — | — | Erstveröffentlichung: 23. September 2016                                                                                             |
| 2016 | Petrol Head 57th & 9th                                           | — | — | — | — | — | Erstveröffentlichung: 4. November 2016                                                                                               |
| 2016 | Petrol Head 57th & 9th                                           | — | — | — | — | — | Erstveröffentlichung: 23. Dezember 2016 mit J. Ralph                                                                                 |
| 2018 | Don’t Make Me Wait 44/876                                        | — | — | — | — | — | Erstveröffentlichung: 26. Januar 2018 mit Shaggy                                                                                     |
| 2018 | Morning Is Coming 44/876                                         | — | — | — | — | — | Erstveröffentlichung: 16. März 2018 mit Shaggy                                                                                       |
| 2018 | Waiting for the Break of Day 44/876 (Deluxe)                     | — | — | — | — | — | Erstveröffentlichung: 13. April 2018 mit Shaggy                                                                                      |
| 2018 | Gotta Get Back My Baby –                                         | — | — | — | — | — | Erstveröffentlichung: 28. September 2018 mit Shaggy feat. Maître Gims                                                                |
| 2018 | Skank Up (Oh Lawd) –                                             | — | — | — | — | — | Erstveröffentlichung: 23. November 2018 mit Shaggy & Ding Dong                                                                       |
| 2019 | Just One Lifetime 44/876                                         | — | — | — | — | — | Erstveröffentlichung: 1. März 2019 mit Shaggy                                                                                        |
| 2020 | Message in a Bottle –                                            | — | — | — | — | — | Erstveröffentlichung: 14. April 2020 mit All Saints                                                                                  |
| 2021 | My Funny Valentine –                                             | — | — | — | — | — | Erstveröffentlichung: 11. März 2021 feat. Herbie Hancock                                                                             |
| 2021 | If It’s Love The Bridge                                          | — | — | — | — | — | Erstveröffentlichung: 1. September 2021                                                                                              |
| 2021 | Rushing Water The Bridge                                         | — | — | — | — | — | Erstveröffentlichung: 30. September 2021                                                                                             |
| 2022 | Por su amor The Bridge                                           | — | — | — | — | — | Erstveröffentlichung: 11. Februar 2022                                                                                               |
| 2024 | I Wrote Your Name (Upon My Heart) –                              | — | — | — | — | — | Erstveröffentlichung: 5. September 2024                                                                                              |

### Als Gastmusiker
| Jahr | Titel Album                                                 | Höchstplatzierung, Gesamtwochen, AuszeichnungChartplatzierungen (Jahr, Titel, Album, Platzierungen, Wochen, Auszeichnungen, Anmerkungen) | Höchstplatzierung, Gesamtwochen, AuszeichnungChartplatzierungen (Jahr, Titel, Album, Platzierungen, Wochen, Auszeichnungen, Anmerkungen) | Höchstplatzierung, Gesamtwochen, AuszeichnungChartplatzierungen (Jahr, Titel, Album, Platzierungen, Wochen, Auszeichnungen, Anmerkungen) | Höchstplatzierung, Gesamtwochen, AuszeichnungChartplatzierungen (Jahr, Titel, Album, Platzierungen, Wochen, Auszeichnungen, Anmerkungen) | Höchstplatzierung, Gesamtwochen, AuszeichnungChartplatzierungen (Jahr, Titel, Album, Platzierungen, Wochen, Auszeichnungen, Anmerkungen) | Anmerkungen                                                                                               |
| Jahr | Titel Album                                                 | DE | AT | CH | UK | US | Anmerkungen                                                                                               |
| ---- | ----------------------------------------------------------- | --- | --- | --- | --- | --- | --- |
| 1981 | Code-Word Elvis Video-Magic                                 | — | — | — | — | — | Erstveröffentlichung: 22. Juli 1981 Eberhard Schoener feat. The Voice of Sting                            |
| 1994 | Fragile Crazy                                               | — | — | — | UK53 (2 Wo.)UK | — | Erstveröffentlichung: November 1995 Julio Iglesias feat. Sting                                            |
| 1996 | Spirits in the Material World Ace Ventura                   | DE68 (6 Wo.)DE | — | — | UK36 (2 Wo.)UK | — | Erstveröffentlichung: 1996 Pato Banton feat. Sting                                                        |
| 1996 | On Silent Wings Wildest Dreams                              | DE55 (13 Wo.)DE | AT30 (8 Wo.)AT | — | UK13 (7 Wo.)UK | — | Erstveröffentlichung: 8. Juni 1996 Tina Turner feat. Sting                                                |
| 1997 | I’m So Happy I Can’t Stop Crying Dream Walkin’              | — | — | — | — | US84 (5 Wo.)US | Erstveröffentlichung: November 1997 Toby Keith feat. Sting                                                |
| 1998 | Invisible Sun The X-Files: The Album                        | DE97 (5 Wo.)DE | — | — | — | — | Erstveröffentlichung: August 1998 Aswad feat. Sting                                                       |
| 1998 | Terre d’oru A strada                                        | — | — | — | — | — | Erstveröffentlichung: August 1998 I Muvrini feat. Sting                                                   |
| 2003 | Rise & Fall Slicker Than Your Average                       | DE15 (12 Wo.)DE | AT51 (8 Wo.)AT | CH11 (23 Wo.)CH | UK2 (10 Wo.)UK | — | Erstveröffentlichung: April 2003 Craig David feat. Sting                                                  |
| 2005 | Lullaby to an Anxious Child –                               | — | — | — | — | — | Erstveröffentlichung: 2005 Gregg Kofi Brown feat. Sting                                                   |
| 2006 | Always on Your Side Wildflower                              | — | — | — | — | US33 (8 Wo.)US | Erstveröffentlichung: März 2006 Sheryl Crow feat. Sting                                                   |
| 2015 | Killing You No Good                                         | — | — | — | — | — | Erstveröffentlichung: 23. Juni 2015 Ivy Levan feat. Sting                                                 |
| 2015 | Stolen Car Interstellaires                                  | — | — | CH55 (1 Wo.)CH | — | — | Erstveröffentlichung: 24. August 2015 Mylène Farmer feat. Sting                                           |
| 2019 | Reste Ceinture noire (Transcendance)                        | — | — | CH91 (4 Wo.)CH | — | — | Erstveröffentlichung: 23. August 2019 Maître Gims feat. Sting                                             |
| 2019 | 2 In a Million Neon Future IV                               | — | — | — | — | — | Erstveröffentlichung: 6. Dezember 2019 Steve Aoki feat. Sting & Shaed                                     |
| 2023 | Dreaming Trustfall (Tour Deluxe Edition)                    | DE93 (1 Wo.)DE | — | — | UK99 (1 Wo.)UK | — | Erstveröffentlichung: 20. Oktober 2023 Pink feat. Marshmello & Sting                                      |
| 2019 | Silent Night (Christmas Is Coming) Christmas in the Islands | — | — | — | — | — | Erstveröffentlichung: 22. November 2019 Shaggy feat. Sting                                                |
| 2020 | Little Something Sunset in the Blue                         | — | — | — | — | — | Erstveröffentlichung: 4. September 2020 Melody Gardot feat. Sting                                         |
| 2020 | September D.O.C.                                            | — | — | — | — | — | Erstveröffentlichung: 27. September 2020 Zucchero feat. Sting                                             |
| 2022 | Redlight Paradise Again                                     | — | — | — | — | — | Erstveröffentlichung: 25. Februar 2022 Swedish House Mafia feat. Sting                                    |
| 2023 | The More I Love My Life Euphoria                            | — | — | — | — | — | Erstveröffentlichung: 10. November 2023 Narada Michael Walden feat. Carlos Santana, Sting & Stevie Wonder |
| 2024 | Undefeated Eyes –                                           | — | — | — | — | — | Erstveröffentlichung: 28. Juni 2024 Fantastic Negrito feat. Sting                                         |
| 2024 | Another Part of Me Missionary                               | — | — | — | — | — | Erstveröffentlichung: 29. November 2024 Snoop Dogg feat. Sting                                            |
| 2025 | Til a Mawnin –                                              | — | — | — | — | — | Erstveröffentlichung: 27. Februar 2025 Shaggy feat. Sting                                                 |

## Videoalben
| Jahr | Titel                                                         | Höchstplatzierung, Gesamtwochen, AuszeichnungChartplatzierungen (Jahr, Titel, Platzierungen, Wochen, Auszeichnungen, Anmerkungen) | Höchstplatzierung, Gesamtwochen, AuszeichnungChartplatzierungen (Jahr, Titel, Platzierungen, Wochen, Auszeichnungen, Anmerkungen) | Höchstplatzierung, Gesamtwochen, AuszeichnungChartplatzierungen (Jahr, Titel, Platzierungen, Wochen, Auszeichnungen, Anmerkungen) | Höchstplatzierung, Gesamtwochen, AuszeichnungChartplatzierungen (Jahr, Titel, Platzierungen, Wochen, Auszeichnungen, Anmerkungen) | Höchstplatzierung, Gesamtwochen, AuszeichnungChartplatzierungen (Jahr, Titel, Platzierungen, Wochen, Auszeichnungen, Anmerkungen) | Anmerkungen                                                                            |
| Jahr | Titel                                                         | DE | AT | CH | UK | US | Anmerkungen                                                                            |
| ---- | ------------------------------------------------------------- | --- | --- | --- | --- | --- | -------------------------------------------------------------------------------------- |
| 1985 | Bring On the Night                                            | — | — | — | — | — | Erstveröffentlichung: 1985                                                             |
| 1988 | Sting: The Videos                                             | — | — | — | — | — | Erstveröffentlichung: 1988                                                             |
| 1991 | The Soul Cages Concert                                        | — | — | — | — | — | Erstveröffentlichung: 1. November 1991                                                 |
| 1992 | Sting Unplugged                                               | — | — | — | UK36 (1 Wo.)UK | — | Erstveröffentlichung: 10. Dezember 1992                                                |
| 1993 | Ten Summoner’s Tales                                          | — | — | — | UK49 (1 Wo.)UK | US— GoldUS | Erstveröffentlichung: 10. April 1993                                                   |
| 1994 | The Best of Sting – Fields of Gold 1984–1994                  | — | — | — | UK13 (14 Wo.)UK | — | Erstveröffentlichung: 1994 Doppel-Video-CD                                             |
| 1995 | Summoner’s Travels                                            | — | — | — | UK12 (9 Wo.)UK | — | Erstveröffentlichung: 26. April 1995                                                   |
| 1995 | The Living Sea                                                | — | — | — | — | — | Erstveröffentlichung: 1995                                                             |
| 1997 | The Very Best of Sting & The Police                           | — | — | — | UK48 (1 Wo.)UK | — | Erstveröffentlichung: 1997                                                             |
| 2000 | The Brand New Day Tour – Live from the Universal Amphitheatre | — | — | — | UK36 (4 Wo.)UK | US— PlatinUS | Erstveröffentlichung: 2000                                                             |
| 2001 | All This Time                                                 | — | — | — | UK29 (6 Wo.)UK | — | Erstveröffentlichung: 3. Dezember 2001                                                 |
| 2003 | Inside the Songs of Sacred Love                               | — | — | — | UK7 (4 Wo.)UK | — | Erstveröffentlichung: 8. Oktober 2003                                                  |
| 2007 | The Journey and the Labyrinth                                 | — | — | — | — | — | Erstveröffentlichung: 25. April 2007                                                   |
| 2007 | Sergei Prokofiev: Peter and the Wolf – A Prokofiev Fantasy    | — | — | — | — | — | Erstveröffentlichung: 2007                                                             |
| 2009 | A Winter’s Night … Live from Durham Cathedral                 | — | — | — | UK15 (10 Wo.)UK | — | Erstveröffentlichung: 2009                                                             |
| 2010 | Sting – Live in Berlin                                        | — | — | — | — | — | Erstveröffentlichung: 26. November 2010 feat. the Royal Philharmonic Concert Orchestra |
| 2014 | The Last Ship – Live at the Public Theatre                    | — | — | — | UK10 (7 Wo.)UK | — | Erstveröffentlichung: 2014                                                             |
| 2017 | Live at the Olympia Paris                                     | DE77 a (1 Wo.)DE | — | — | UK4 (7 Wo.)UK | — | Erstveröffentlichung: 9. November 2017                                                 |

## Promoveröffentlichungen
Promo-Singles
- 2009: Soul Cake
- 2013: And Yet

## Sonderveröffentlichungen

### Kompilationen
| Jahr | Titel Musiklabel                | Anmerkungen                                                                    |
| ---- | ------------------------------- | ------------------------------------------------------------------------------ |
| 2003 | Songs of Love A&M Records (UMG) | Erstveröffentlichung: 2003 · US: Platin; nur über Victoria’s Secret erhältlich |

### Soundtrackbeiträge
Zu dem Soundtrack des Films Leaving Las Vegas (mit Nicolas Cage und Elisabeth Shue) steuerte Sting die Lieder Angel Eyes, My One and Only Love und It’s a Lonesome Old Town bei. Der Soundtrack einer Verfilmung von Brimstone and Treacle enthält die Titel Brimstone & Treacle, Only You, Spread a Little Happiness, You Know I Had the Strangest Dream und Brimstone 2 sowie eine Erzählung von Sting. Diese Titel sind auf keinem seiner Studioalben zu finden. Darüber hinaus enthält der Soundtrack auch einige Titel von The Police.

## Statistik

### Chartauswertung
|                     | DE     | AT     | CH     | UK     | US     |
| ------------------- | ------ | ------ | ------ | ------ | ------ |
| Nummer-eins-Alben   | DE3DE  | AT3AT  | CH3CH  | UK3UK  | US—US  |
| Top-10-Alben        | DE18DE | AT16AT | CH15CH | UK11UK | US11US |
| Alben in den Charts | DE23DE | AT22AT | CH24CH | UK22UK | US20US |

|                       | DE     | AT    | CH     | UK     | US     |
| --------------------- | ------ | ----- | ------ | ------ | ------ |
| Nummer-eins-Singles   | DE1DE  | AT1AT | CH1CH  | UK—UK  | US1US  |
| Top-10-Singles        | DE3DE  | AT2AT | CH2CH  | UK3UK  | US5US  |
| Singles in den Charts | DE24DE | AT8AT | CH17CH | UK38UK | US20US |

|                          | DE    | AT    | CH    | UK     | US    |
| ------------------------ | ----- | ----- | ----- | ------ | ----- |
| Nummer-eins-Videoalben   | DE—DE | AT—AT | CH—CH | UK—UK  | US—US |
| Top-10-Videoalben        | DE—DE | AT—AT | CH—CH | UK3UK  | US—US |
| Videoalben in den Charts | DE—DE | AT—AT | CH—CH | UK11UK | US—US |

### Auszeichnungen für Musikverkäufe
| Land/RegionAuszeichnungen für Musikverkäufe (Land/Region, Auszeichnungen, Verkäufe, Quellen) | Silber     | Gold         | Platin         | Diamant     | Verkäufe     | Quellen |
| -------------------------------------------------------------------------------------------- | ---------- | ------------ | -------------- | ----------- | ------------ | --- |
| Argentinien (CAPIF)                                                                          | —          | Gold1        | 7× Platin7     | —           | 180.000      | capif.org.ar (Memento vom 31. Mai 2011 im Internet Archive) AR2 (Memento vom 6. Juli 2011 im Internet Archive) |
| Australien (ARIA)                                                                            | —          | 3× Gold3     | 12× Platin12   | —           | 1.090.000    | aria.com.au |
| Belgien (BRMA)                                                                               | —          | 7× Gold7     | 6× Platin6     | —           | 465.000      | ultratop.be |
| Brasilien (PMB)                                                                              | —          | Gold1        | Platin1        | —           | 275.000      | pro-musicabr.org.br                                                                                            |
| Dänemark (IFPI)                                                                              | —          | 4× Gold4     | 6× Platin6     | —           | 700.000      | ifpi.dk |
| Deutschland (BVMI)                                                                           | —          | 15× Gold15   | 10× Platin10   | —           | 7.550.000    | musikindustrie.de                                                                                              |
| Europa (IFPI)                                                                                | —          | —            | 13× Platin13   | —           | (13.000.000) | ifpi.org (Memento vom 15. Oktober 2013 im Internet Archive)                                                    |
| Finnland (IFPI)                                                                              | —          | 3× Gold3     | 6× Platin6     | —           | 366.377      | ifpi.fi |
| Frankreich (SNEP)                                                                            | —          | 18× Gold18   | 8× Platin8     | Diamant1    | 4.283.533    | infodisc.fr snepmusique.com                                                                                    |
| Griechenland (IFPI)                                                                          | —          | 2× Gold2     | Platin1        | —           | 95.000       | Einzelnachweise                                                                                                |
| Hongkong (IFPI/HKRIA)                                                                        | —          | 3× Gold3     | Platin1        | —           | 50.000       | ifpihk.org |
| Indien (IMI)                                                                                 | —          | —            | Platin1        | —           | 50.000       | Einzelnachweise                                                                                                |
| Indonesien (ASIRI)                                                                           | —          | Gold1        | —              | —           | 25.000       | Einzelnachweise                                                                                                |
| Irland (IRMA)                                                                                | —          | —            | Platin1        | —           | 15.000       | Einzelnachweise                                                                                                |
| Israel (IFPI)                                                                                | —          | 2× Gold2     | —              | —           | 40.000       | Einzelnachweise                                                                                                |
| Italien (FIMI)                                                                               | —          | 9× Gold9     | 12× Platin12   | —           | 1.760.000    | fimi.it |
| Japan (RIAJ)                                                                                 | —          | 11× Gold11   | 2× Platin2     | —           | 1.630.000    | riaj.or.jp JP2                                                                                                 |
| Kanada (MC)                                                                                  | —          | 6× Gold6     | 17× Platin17   | —           | 1.735.000    | musiccanada.com                                                                                                |
| Malaysia (RIM)                                                                               | —          | Gold1        | —              | —           | 25.000       | Einzelnachweise                                                                                                |
| Mexiko (AMPROFON)                                                                            | —          | 2× Gold2     | —              | —           | 200.000      | amprofon.com.mx                                                                                                |
| Neuseeland (RMNZ)                                                                            | —          | 4× Gold4     | 18× Platin18   | —           | 362.500      | aotearoamusiccharts.co.nz NZ2 (Memento vom 28. Juli 2011 im Internet Archive) NZ3                              |
| Niederlande (NVPI)                                                                           | —          | 5× Gold5     | 6× Platin6     | —           | 740.000      | nvpi.nl |
| Norwegen (IFPI)                                                                              | —          | Gold1        | Platin1        | —           | 45.000       | ifpi.no (Memento vom 5. November 2012 im Internet Archive)                                                     |
| Österreich (IFPI)                                                                            | —          | 7× Gold7     | 4× Platin4     | —           | 335.000      | ifpi.at |
| Polen (ZPAV)                                                                                 | —          | 8× Gold8     | 20× Platin20   | —           | 790.000      | olis.pl |
| Portugal (AFP)                                                                               | Silber1    | 3× Gold3     | 10× Platin10   | —           | 199.500      | Einzelnachweise                                                                                                |
| Rumänien (UFPR)                                                                              | —          | Gold1        | —              | —           | 2.000        | Einzelnachweise                                                                                                |
| Russland (NFPF)                                                                              | —          | 3× Gold3     | Platin1        | —           | 50.000       | 2m-online.ru                                                                                                   |
| Schweden (IFPI)                                                                              | —          | 2× Gold2     | 4× Platin4     | —           | 245.000      | sverigetopplistan.se                                                                                           |
| Schweiz (IFPI)                                                                               | —          | 6× Gold6     | 10× Platin10   | —           | 625.000      | hitparade.ch                                                                                                   |
| Singapur (RIAS)                                                                              | —          | —            | Platin1        | —           | 15.000       | Einzelnachweise                                                                                                |
| Spanien (Promusicae)                                                                         | —          | 8× Gold8     | 6× Platin6     | —           | 930.000      | elportaldemusica.es ES2 ES3 ES4                                                                                |
| Südafrika (RISA)                                                                             | —          | —            | Platin1        | —           | 50.000       | Einzelnachweise                                                                                                |
| Südkorea (KMCA)                                                                              | —          | Gold1        | —              | —           | 15.000       | Einzelnachweise                                                                                                |
| Tschechien (IFPI)                                                                            | —          | —            | Platin1        | —           | 60.000       | Einzelnachweise                                                                                                |
| Türkei (Mü-YAP)                                                                              | —          | —            | Platin1        | —           | 30.000       | Einzelnachweise                                                                                                |
| Ungarn (MAHASZ)                                                                              | —          | 2× Gold2     | 2× Platin2     | —           | 52.000       | slagerlistak.hu                                                                                                |
| Vereinigte Staaten (RIAA)                                                                    | —          | 6× Gold6     | 23× Platin23   | Diamant1    | 34.868.000   | riaa.com |
| Vereinigtes Königreich (BPI)                                                                 | 8× Silber8 | 9× Gold9     | 26× Platin26   | —           | 15.445.000   | bpi.co.uk |
| Insgesamt                                                                                    | 9× Silber9 | 155× Gold155 | 239× Platin239 | 2× Diamant2 |              | |